# Мурат Кекилли
Мурат Кекилли (на турски: Murat Kekilli) е турски поп/рок изпълнител.

## Биография
Началното, основно и средното си образование завършва в Адана. Тъй като семейството му е бедно, през летните ваканции, работил в Адана и Джейхан в дини ниви. В Адана се запознава с директора на младежкия сарай, и когато отива на гости при него се запознава с един пианист, и му се възхищава на таланта. Кариерата му на музикант първоначално започва с пиано. През 1989 година отива в казарма, от която излиза през 1991 година. През 1992 – 1993 година кандидатства в Държавно музикално училище в Адана, но след 1 година учене се отказва. През 1994 година идва в Истанбул и създава първата си музикална група наречена „Киликялълар“. През 1996 година почва да работи с група „Йолджулар“ („Пътници“) и създава първия си албум „Ешек Гьозлюм“.

## Дискография

### Албуми
- 1996: Vay Be! Eşek Gözlüm
- 1999: Bu Akşam Ölürüm
- 2002: Yedialtı
- 2004: Avara
- 2006: Bir Ahir Zaman
- 2010: Kalbimdeki Darp
- 2013: Gümüş Teller